# Titan (thần thoại)
Trong thần thoại Hy Lạp, Titan (tiếng Hy Lạp: Τιτάν, số nhiều Τιτάνες) là một nhóm các vị thần đầy sức mạnh thống trị suốt thời gian huyền thoại trước khi mười hai vị thần trên đỉnh Olympus chiếm vị trí tối cao. Các thần khổng lồ Titan khởi thủy bao gồm 12 người gắn liền với rất nhiều khái niệm như đại dương, trí nhớ, tầm nhìn và quy luật tự nhiên; sau đó, họ lại sinh ra các thần Titan khác, như là Prometheus (Προμηθεύς) và Atlas (Ἄτλας). Họ được dẫn dắt bởi vị thần trẻ nhất trong các vị thần thuộc thế hệ đầu tiên, Cronus (Κρόνος), người đã lật đổ cha mình là Uranus (Ουρανος, hay "bầu trời"), với sự hỗ trợ của mẹ là Gaia (Γαία, hay "quả đất"). Các thần khổng lồ Titan cuối cùng lại bị các vị thần trên đỉnh Olympus, dẫn đầu là Zeus, soán ngôi trong Titanomachy ("cuộc chiến với các thần khổng lồ Titan"), và rất nhiều người trong số họ đã bị cầm tù tại Tartarus (Ταρταρος), tận cùng của địa ngục.

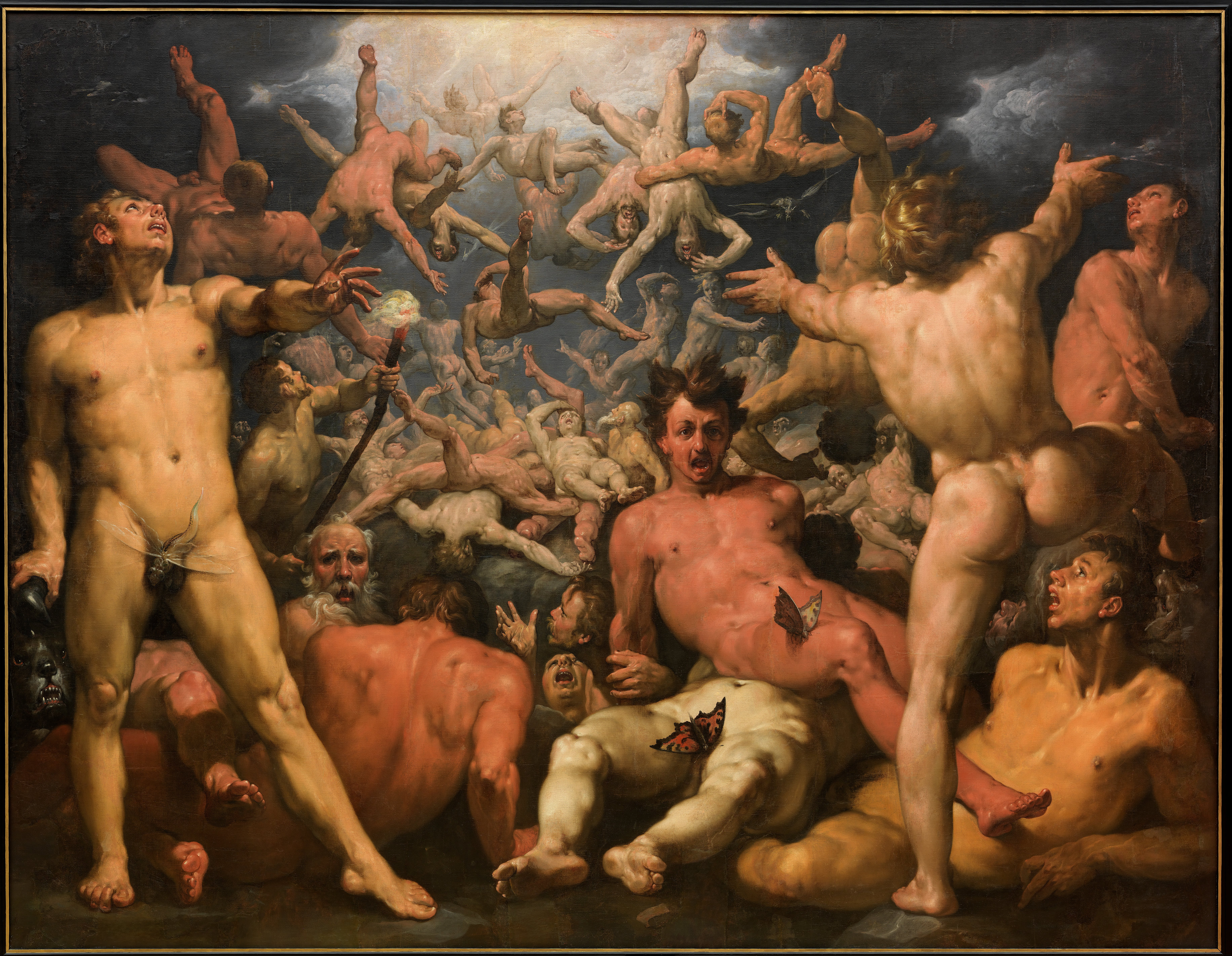
The Fall of the Titans vẽ bởi Cornelis Cornelisz van Haarlem (1596–1598)

## Trong Hesiod
Trong Thần phả của Hesiod mười hai thần khổng lồ Titan sau Hecatonchires (Έκατόνχειρες, hay "Trăm tay") và Cyclopes (Κύκλωφ, hay "Mắt tròn") là con của Uranus và Gaia:
"Sau đó, bà ăn nằm cùng Bầu trời và sinh ra Oceanus với sóng cuộn từ đáy sâu, Koios, Krios, Hyperion, Iapetus, Tethys, Theia, Themis, Rhea, Mnemosyne, Phoebe với đầu đội vương miện vàng. Cuối cùng, bà hạ sinh Cronos quỷ quyệt, người trẻ nhất và kinh khủng nhất trong các anh em Titan, và hắn ta căm ghét cha hắn."
Uranus thấy Cronos gớm ghiếc và quái dị đã đem giam hắn trong lòng đất. Cronos, được sự giúp đỡ của Hecatonchires và Cyclopes, sau này đã đánh bại cha mình và tự lên làm vua, lấy Rhea làm vợ và phong làm hoàng hậu.
Rhea lại sinh ra một thế hệ các vị thần mới cho Cronos, nhưng vì lo sợ rằng cuối cùng những đứa con này sẽ lật đổ mình, Cronos đã nuốt hết từng người một. Chỉ có Zeus là sống sót vì Rhea đã đưa cho Cronus một hòn đá quấn trong tã thay vì Zeus và đặt Zeus ở Crete trong sự bảo vệ của các Kouretes.
Khi Zeus đến tuổi trưởng thành, Zeus đã đánh bại Cronos. Sử dụng một loại độc dược được pha chế bởi Metis, Zeus đã buộc Cronos phải nôn ra trở lại các anh chị. Một cuộc chiến giữa vị thần trẻ và các vị thần Titan nổ ra. Zeus được sự giúp đỡ của Hecatonchires, Gigantes và Cyclopes, những người mà thêm một lần nữa đã thoát ra khỏi Tartarus. Zeus chiến thắng sau một cuộc chiến dài và nhốt nhiều vị thần khổng lồ Titan trở lại Tartarus.
Kể từ đó, các vị thần cũ không còn lưu lại dấu vết của họ trên thế giới. Vài người trong họ như Mnemosyne, Gaia, Rhea, Hyperion, Themis và Metis đã không chống lại đỉnh Olympus và trở thành những người đóng vai trò then chốt trong một hệ thống thống trị mới. Các vị thần khổng lồ Titan cũng để lại một số hậu duệ và một số trong họ cũng có thể được xem như là các thần khổng lồ Titan mà đáng chú ý nhất là các con trai của Prometheus, Epimetheus, Atlas và Menoetius.
Nhiều nguồn dữ liệu cổ đại khác cũng theo rất sát Hesiod chỉ với một khác biệt nhỏ: Apollodorus thành Athena đã thêm Dione là thần Titan thứ mười ba.

## Titanomachy
Người Hy Lạp cổ đại có rất nhiều các bài thơ nói về cuộc chiến giữa các vị thần và các Titan, thường được biết với tên Titanomachy ("Cuộc chiến chống các thần khổng lồ Titan"). Nổi trội hơn cả và tồn tại đến tận ngày nay là Theogony của Hesiod. Một thiên sử thi đã mất tên Titanomachy, được cho là tác phẩm của nhà thơ mù của Thracia Thamyris, người mà bản thân ông cũng là một nhân vật huyền thoại, đã được đề cập thoáng qua trong bài luận On Music vốn được cho rằng là của Plutarch. Và các vị thần khổng lồ Titan cũng đóng vai trò nổi bật trong những bài thơ của Orpheus. Dù chỉ còn những đoạn nhỏ, ngắn của tác phẩm Orphic còn tồn tại, chúng vẫn cho thấy những khác biệt thú vị so với Hesiod.
Những tác phẩm này của Hy Lạp rơi vào một nhóm các thần thoại quen thuộc khắp châu Âu và Cận Đông, theo đó, một thế hệ hay một nhóm các vị thần bị chống đối bởi một vị thần nổi trội khác. Đôi khi, các vị thần thuộc thế hệ trước thất bại và bị thay thế. Đôi khi, cuộc nổi dậy thất bại và người nổi dậy hoặc là bị mất hết quyền năng hoặc là được gia nhập vào pantheon. Các ví dụ khác gồm có những cuộc chiến của Æsir với Vanir và các Jotun trong thần thoại Scandinavia, sử thi Enuma Elish của người Babylon, tác phẩm "Vương quyền trên trời cao" của người Hittite, và các mâu thuẫn đa thế hệ trong các mẩu truyện về vùng Ugarit.

## Trong các nguồn dữ liệu khác của Hy Lạp
Tuy vậy, tác phẩm của Hesiod không phải là tác phẩm cuối cùng nói về các thần khổng lồ Titan. Những tác phẩm dở dang còn lại của Orpheus chứa đựng một số khác biệt.
Trong một đoạn của Orpheus, Zeus đã không chỉ đơn giản có thể đánh bại cha mình bằng vũ lực. Thay vào đó, Rhea đã chuẩn bị một buổi tiệc thịnh soạn cho Cronus và vì thế mà hắn ta đã bị say mật ong. Zeus trói hắn lại và thiến hắn. Thay vì bị giam xuống Tartarus, Cronus vẫn còn say mèm trong hang của Nyx, nơi hắn ta tiếp tục những giấc mơ và tiên tri vĩnh viễn.
Một thần thoại khác về các thần khổng lồ Titan không của Hesiod xoay quanh Dionysus. Trong thời gian trị vì của mình, Zeus quyết định sẽ nhường ngôi cho Dionysus, người cũng như Zeus là một đứa bé được bảo vệ bởi các Kouretes. Các thần khổng lồ Titan quyết định sẽ hạ sát đứa bé và cướp lấy ngôi báu: họ vẽ mặt trắng toát bằng thạch cao, dụ dỗ Dionysus bằng đồ chơi rồi sau đó chặt chân tay cậu bé và đem nấu nướng chúng. Zeus nổi giận, đã dùng sét tiêu diệt các thần Titan; Athena giữ trái tim của Dionysus trong một hình nhân bằng thạch cao để tái tạo lại một Dionysus mới. Câu chuyện này được các nhà thơ Callimachus và Nonnus kể lại và gọi Dionysus là "Zagreus", cũng như trong một số phần của tác phẩm Orphic.
Câu chuyện này lại được kể lại trong thời kỳ của Thiên Chúa giáo bởi một triết gia trường phái Tân Platon là Olympiodorus, theo đó, con người đã nhảy ra khỏi những cái xác cháy của các thần Titan. Các tác giả khác trước đó còn cho rằng con người đã được sinh ra từ máu của các thần Titan đổ xuống trong cuộc chiến với Zeus.
Pindarus, Platon và Oppianus đề cập đến "Bản chất Titan" của con người. Việc điều này có liên quan đến một dạng "original sin" bắt nguồn từ việc giết chết vẫn còn là đề tài tranh cãi của các học giả.

## Trong thế kỷ 20
Nhiều học giả của thế kỷ trước, mà trong đó nổi bật nhất là Jane Ellen Harrison, đã đưa ra ý kiến rằng chuyện về các thần Titan chặt tay chân của Dionysus, hay ăn thịt người, là một hình thức nghi lễ tôn giáo.
Ngoại trừ những mâu thuẫn về Gigantes, có rất nhiều vật có hình dáng to lớn đã được đặt tên theo các thần khổng lồ Titan ví dụ như là con tàu huyền thoại RMS Titanic.